# Куксунгурское месторождение
Куксунгурское месторождение (Куксунгур с ногайского — Кровавая гора) является крупнейшим в Приазовском железорудном районе (Украина).
Предполагаемые запасы составляют около 2,5 млрд тонн. Балансовые запасы месторождения оценивают в 237,26 млн тонн, содержание металла в руде — 27-31 %. 
Местная руда относится к легкообогатимым железным кварцитам и, по оценкам специалистов, современные методы обогащения позволят повысить этот показатель до 50-55 %. Рудные пласты в этом месте начинаются очень близко от поверхности (3-10 м) и уходят под землю на 550 м.